# Bazylika katedralna św. Jakuba w Bilbao
Bazylika katedralna św. Jakuba w Bilbao (hiszp. Catedral de Santiago de Bilbao) – rzymskokatolicki kościół w Bilbao pełniący funkcję katedry diecezji Bilbao oraz mający godność bazyliki mniejszej. Główna fasada bazyliki wychodzi na Plazuela de Santiago.

## Historia
Jeszcze przed nadaniem praw miejskich dla Bilbao w 1300 roku, w miejscu tym znajdowała się kaplica służąca pielgrzymom zmierzającym do Santiago de Compostela. Ponieważ leżała ona na Północnej Drodze św. Jakuba wiodącej do Santiago de Compostela, była dedykowana św. Jakubowi Apostołowi i takie też wezwanie nosi obecna bazylika. W miejscu kaplicy w późniejszym czasie wybudowano kościół, który został zniszczony przez pożar. Natomiast obecna świątynia została zbudowana w XIV-XV wieku (z wyjątkiem fasady).
W 1535 roku zawarto umowę z flamandzkim rzeźbiarzem Guiot de Beaugrant na wykonanie ołtarza, który jednak w XVIII musiał zostać usunięty w związku z bardzo znacznym uszkodzeniem przez korniki, co spowodowało groźbę jego zawalenia (z tego ołtarza pozostały obecnie luźne rzeźby).
Kościół został poważnie uszkodzony przez pożary  w latach 1571 i 1641 oraz powódź z 1593 roku, zdarzenia te wymusiły przeprowadzanie rekonstrukcji.
W 1650 roku zbudowano fasadę, a w 1716 roku wzniesiono wieżę, która jednak w 1817 roku, w obawie przed zawaleniem, została zburzona. W 1885 roku architekt Severino Achúcarro rozpoczął prace przy przebudowie fasady i wznoszeniu nowej neogotyckiej wieży, ukończonej w 1890 roku i istniejącej do dzisiaj. Na wieży znajduje się 11 dzwonów z lat 1890, 1895 i 1916, zawieszonych w 3 poziomach.
11 czerwca 1819 roku papież Pius VII nadał kościołowi godność bazyliki mniejszej.
W 1949 powołano do życia diecezję Bilbao i 1950 roku kościół św. Jakuba w Bilbao ustanowiono jej katedrą.

## Architektura i sztuka
Obecnie kościół stanowi mieszankę stylu gotyckiego i neogotyckiego.
Główna fasada jest neogotycka. Ma ona ostrołukowe drzwi, po ich obu stronach, na dwóch postumentach i pod baldachimami w tym samym stylu, umieszczono figury świętych Piotra i Pawła. Powyżej znajduje się rozeta. Na portalu widoczne są płaskorzeźby przedstawiające muszle św. Jakuba.
Kościół jest zbudowany na planie krzyża łacińskiego, ma trzy nawy oddzielone od siebie kolumnami, przykryte sklepieniem żebrowym Bazylika ma 16 okien i 3 rozety. Prezbiterium jest wielokątne z ambitem. Świątynia ma 15 kaplic bocznych.